# Wolfgang Kleff
Wolfgang Kleff (Schwerte, 16 novembre 1946) è un allenatore di calcio ed ex calciatore tedesco, di ruolo portiere.

## Carriera

### Club
Iniziò la sua carriera professionistica nel Borussia Mönchengladbach dopo essere stato acquistato da VfL Schwerte la squadra del suo paese natale. Nonostante non fosse regolarmente usato nella sua prima squadra, Kleff divenne nel 1968 il portiere titolare del Borussia. Dal 1968 al 1976 non mancò mai una partita casalinga e vinse con il club cinque Bundesliga (1970, 1971, 1975, 1976, 1977), una Coppa di Germania (1973) e una Coppa UEFA (1975). Partecipò con il Mönchengladbach alla finale di Coppa UEFA del 1973 (persa contro il Liverpool) e alla Coppa dei Campioni nel 1977 (sempre persa contro il Liverpool); era inoltre nella rosa che ha vinto la Coppa UEFA nel 1979.
A causa degli infortuni venne venduto nel 1979 all'Hertha Berlino ma dopo una sola stagione ritornò al Borussia. Giocò in Bundesliga per altri due anni nel club che lo ha lanciato prima di venire ceduto nel 1982 ai rivali del Fortuna Düsseldorf. Dopo un paio di stagioni venne acquistato nel 1984 dal Rot-Weiß Oberhausen, squadra di Zweite Bundesliga. Nel 1985 venne comprato dal Bochum e sulla soglia dei quarant'anni poté calcare per l'ultima stagione i campi della massima divisione.
Terminò la sua carriera nel 1987 nel Salmrohr. Tuttavia per qualche periodo giocò ancora in squadre amatoriali come il SV Straelen.
In tutta la sua lunga carriera Kleff ha totalizzato ben 433 presenze in Bundesliga e 56 partite in Zweite Bundesliga.

### Nazionale
La carriera di Kleff in Nazionale fu chiusa da Sepp Maier, portiere del Bayern Monaco. Il suo primo match fu un'amichevole giocata contro la Norvegia vinta per la cronaca con un roboante 7-1 per i tedeschi. Nonostante abbia giocato solo 6 partite per la Nazionale, il giocatore era inserito nella lista dei giocatori che hanno vinto il campionato d'Europa 1972 e il campionato del mondo 1974: in quest'ultimo caso, nella finalissima di Monaco di Baviera del 7 luglio 1974 (vinta 2-1 contro i Paesi Bassi) il commissario tecnico tedesco Schön non lo portò in panchina, in quanto come riserva di Sepp Maier gli preferì Norbert Nigbur.

## Palmarès

### Club
- Campionato tedesco: 5

Borussia Mönchengladbach: 1969-1970, 1970-1971, 1974-1975, 1975-1976, 1976-1977
- Coppa di Germania: 1

Borussia Mönchengladbach: 1972-1973
- Coppa UEFA: 2

Borussia Mönchengladbach: 1974-1975, 1978-1979

### Nazionale
- Campionato d'Europa: 1

1972
- Campionato mondiale: 1

1974